# Пирттипохья (остановочный пункт)
Пи́рттипо́хья (фин. Pirttipohja) — недействующий остановочный пункт и бывшая промежуточная железнодорожная станция Октябрьской железной дороги на 304,6 км перегона Маткаселькя — Янисъярви линии Маткаселькя — Суоярви. Расположен в посёлке Пирттипохья Кааламского сельского поселения Сортавальского района Карелии.

## Современное состояние остановочного пункта
Путевое развитие было разобрано 1980-х годах. В настоящее время (2019 год) здание вокзала не сохранилось
. От него сохранился фундамент. Также сохранилась заросшая низкая финская посадочная платформа. Несмотря на то, что постоянного населения в посёлке Пирттипохья не было и остановочным пунктом пользовались исключительно рыбаки и грибники, здесь имел остановку пассажирский поезд № 655/656 вплоть до его отмены (октябрь 1997 год) .

## История
Станция Pirttipohja, как и весь участок Маткаселькя — Лоймола
, была открыта 15 декабря 1920 года. Основной задачей было соединить железной дорогой восточные приграничные с СССР земли с центральной Финляндией. Участок Лоймола — Суоярви был открыт только 1 января 1923 года. А конечный пункт — станция Найстенъярви — 16 октября 1927 года.
Финская станция Pirttipohja имела два боковых пути, точно такие же как и соседняя станция Alalampi: южный боковой путь имел полезную длину в 600 метров и был способен обеспечить полноценный разъезд как пассажирских, так и грузовых поездов. Северный боковой путь шёл от нечётной (западной) горловины до оси станции. Его главное назначение было погрузка леса. Здание вокзала было построено в 1921 году и расширено в 1934 году. Второе здание вокзала было построено в 1943 году вместo сгоревшего.
16 июля 1941 года станция сильно пострадала от взрывов.

## Галерея
- Остановочный пункт Пирттипохья
- Платформа.
- Пассажирское здание.
- Разобранный боковой путь. Вид в сторону Маткаселькя.
- Разобранный боковой путь. Вид в сторону Янисъярви.
- Пассажирская платформа. Вид в сторону Янисъярви.
- Продуктовый погреб.